# Chiesa del Santissimo Crocifisso (San Giorgio su Legnano)
La chiesa del Santissimo Crocifisso è un edificio religioso di San Giorgio su Legnano, comune della città metropolitana di Milano, in Lombardia. Dedicata a san Giorgio, è stata consacrata nel 1703.
La chiesa del Santissimo Crocifisso prese questa denominazione nel 1933, quando fu costruita la chiesa parrocchiale della Beata Vergine Assunta. Conosciuta in precedenza come chiesa nuova, quella del Crocifisso è sempre stata una chiesa sussidiaria. Il nome "chiesa nuova" derivava dalla presenza della vecchia chiesa parrocchiale della Beata Vergine Assunta, che venne edificata in precedenza, nel Seicento, e che fu demolita a metà del XX secolo.

## Storia

### Dalla chiesa medievale all'edificio settecentesco
La chiesa del Santissimo Crocefisso è stata eretta nello stesso luogo dove un tempo era presente una chiesa medievale anch'essa dedicata a San Giorgio, che venne consacrata nel 1393, come confermano alcune annotazioni dell'archivio parrocchiale che sono state scritte da don Giacomo Gerli, parroco di San Giorgio su Legnano dal 1849 al 1880. Questi scritti si riferiscono a dei lavori realizzati nel 1769 intorno alla chiesa del Santissimo Crocefisso:
(Note di don Giacomo Gerli, archivio parrocchiale)

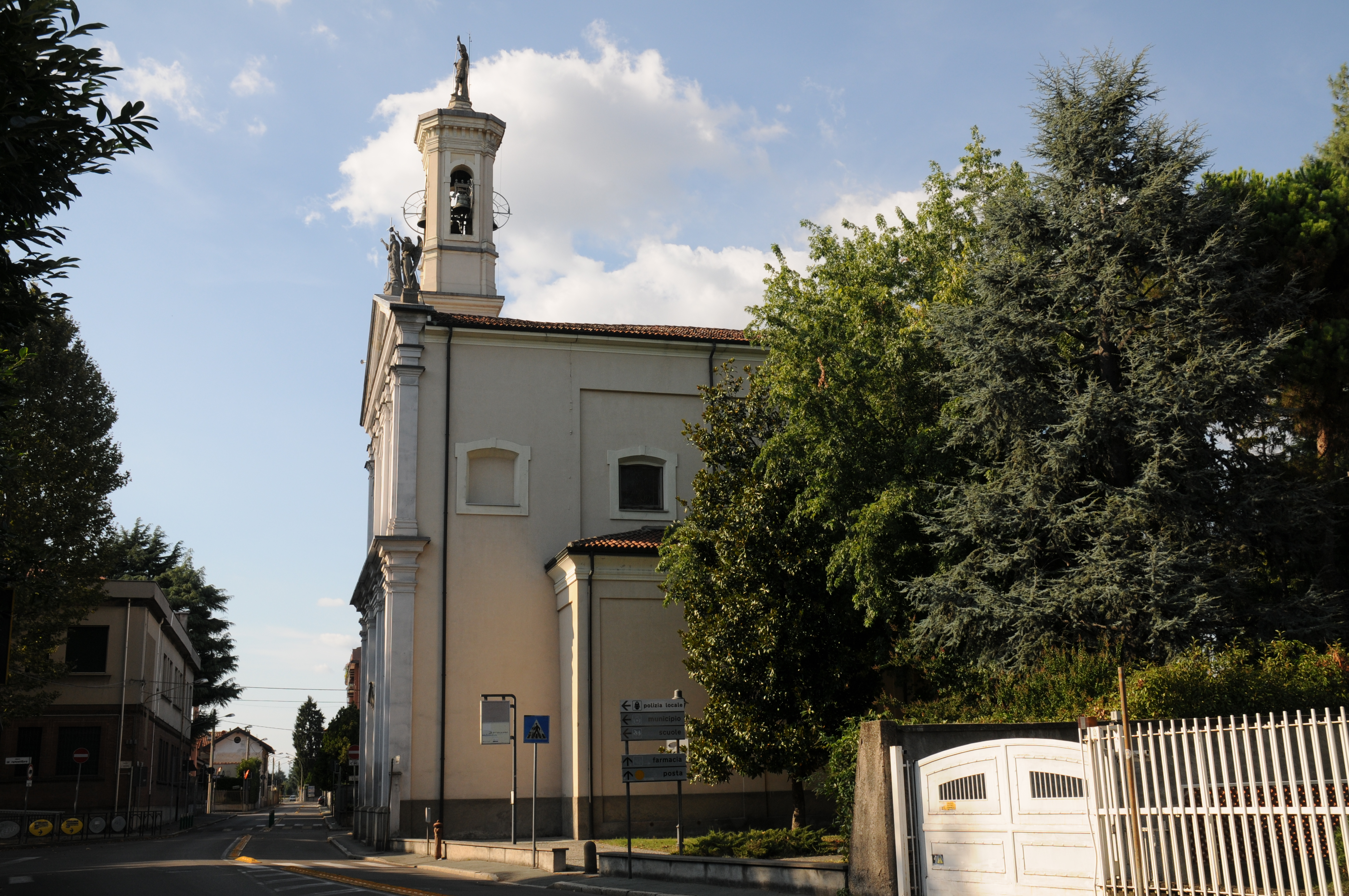
Vista laterale della chiesa del Santissimo Crocifisso

La chiesa del Santissimo Crocifisso negli anni trenta del XX secolo

L'iscrizione sopraccitata è anche il primo accenno documentato sulla presenza di una comunità, chiamata Sotena, che abitava il moderno territorio del comune di San Giorgio su Legnano. Circa tre secoli dopo la sua costruzione, forse perché andata in rovina o per altre ragioni ignote, la primitiva chiesa medievale venne demolita; sulla stessa area fu poi costruita la chiesa del Santissimo Crocefisso.
La chiesa del Santissimo Crocefisso, in particolare, venne edificata dal 1692 al 1695 e fu consacrata nel 1703: nelle sue linee fondamentali, non è mutata nei secoli. Su un documento conservato presso l'archivio diocesano dell'arcidiocesi di Milano è riportato che nel 1703 fu consacrata dal "[...] vicario foraneo et Prepositus Legnani Corentano Joannes Maria [...]", cioè "dal vicario della zona e prevosto di Legnano, Giovanni Maria Corentano". Poco prima della consacrazione, nel 1698, vennero realizzate le cappelle, mentre nel 1703 fu completata la facciata, che fu poi restaurata nel 1812.

### Dal XVIII al XX secolo

La chiesa del Santissimo Crocifisso negli anni successivi alla seconda guerra mondiale

Nel 1755 fu collocata la Via Crucis mentre nel 1784 fu posato il pavimento. Nel 1805 il convento di Sant'Angelo di Legnano venne soppresso. Con la fine della sua funzione religiosa, ed in seguito al trasferimento dei frati che vi dimoravano in altri monasteri, alcuni arredamenti interni e qualche opera d'arte in esso conservate, furono trasferite all'interno della chiesa del Santissimo Crocifisso.
Tra le più rilevanti opere d'arte che trovarono una nuova collocazione nella chiesa sangiorgese ci fu un crocifisso in cartapesta databile alla fine del XVII secolo, che è stato posizionato sopra l'altare maggiore. Dal monastero legnanese soppresso provennero anche l'altare dedicato a san Pietro, il coro ligneo e varie tele, fra cui una raffigurante san Nicolò.
Durante il XIX secolo, oltre al restauro della facciata, furono eseguiti interventi marginali, che vennero completati con materiale (principalmente mattoni) donato dai proprietari del castello di Legnano, i marchesi Cornaggia.
Nel XX secolo la chiesa del Santissimo Crocifisso fu oggetto di nuovi abbellimenti e restauri. Nel 1907 vennero collocate sul tetto tre statue, una del Redentore e due raffiguranti altrettanti angeli. A tal proposito alcuni stralci dell'archivio parrocchiale riportano che:
(Archivio parrocchiale)

La chiesa del Santissimo Crocifisso vista da via Milano negli anni successivi alla seconda guerra mondiale. Si può notare la presenza del vecchio cimitero a fianco della chiesa, con la cappellina ossario in primo piano

Queste statue vennero realizzate dalla ditta Pruvini Geremia di Milano. Le relative fatture, conservate anch'esse nell'archivio parrocchiale, riportano che:
(Archivio parrocchiale)
Nel 1910 la chiesa fu colpita da una devastante bufera, che distrusse il tetto. Dopo un intervento per tamponare i danni più gravi, nel 1915 furono eseguiti dei lavori molto più radicali e completi che portarono al rifacimento totale della copertura. Con l'infuriare della seconda guerra mondiale e dei relativi bombardamenti, nel 1943, la chiesa del Santissimo Crocifisso fu temporaneamente convertita in rifugio degli sfollati e in magazzino.
Nel 1940 il cardinale Alfredo Ildefonso Schuster, arcivescovo di Milano dal 1929 al 1954, fece una visita pastorale a San Giorgio su Legnano, durante la quale notò la necessità, per la chiesa del Crocifisso, di restauri. Nel 1946 la chiesa, sulla scorta di queste osservazioni, fu oggetto di un lieve restauro, sia interno che esterno, che coinvolse principalmente l'altare. La chiesa fu poi oggetto di un nuovo e più profondo restauro che durò dal 1959 al 1961. Questi nuovi lavori coinvolsero anche il pavimento ed il tetto. Nell'occasione sulla facciata furono posati tre mosaici che raffigurano san Giorgio dominatore del drago e, ai suoi lati, due angeli.

### La cappelletta ossario

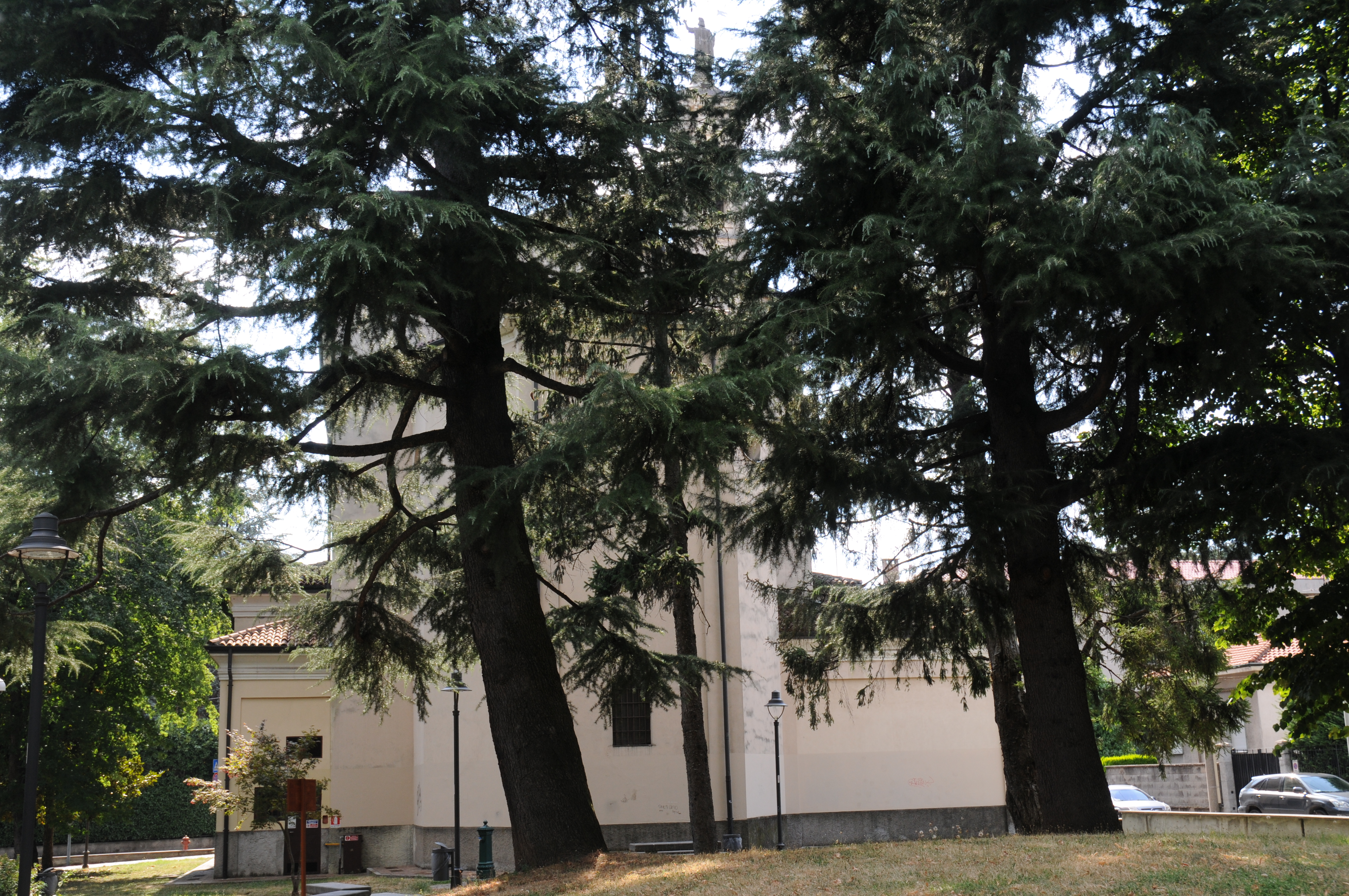
La chiesa vista dagli attigui giardinetti pubblici

Nel 1812, adiacente alla chiesa del Santissimo Crocefisso, fu edificato un "mortorio". Da un punto di vista architettonico, si presentava come una piccola cappelletta esterna che sorgeva a destra del corpo principale dell'edificio. In questo mortorio erano inumati i resti dei sangiorgesi deceduti. I resti dei defunti furono poi trasferiti nel cimitero, che sorgeva sul terreno ora occupato dai giardinetti pubblici che si trovano intorno alla chiesa del Santissimo Crocifisso.
La cappelletta andò poi in rovina e fu demolita nel 1881 per lasciare spazio a una nuova cappella dalle linee architettoniche più importanti che ospitò in seguito anche le spoglie dei parroci di San Giorgio su Legnano, tra cui quelle di don Giacomo Gerli. Anche quest'ultima cappella fu demolita e i resti dei sangiorgesi ivi sepolti vennero trasferiti nel nuovo cimitero comunale progettato da Gino Maggioni, che venne inaugurato nel 1928.

### Il campanile
I lavori di realizzazione del campanile durarono invece dal 1888, con la posa della prima pietra, al 1894, quando fu completato con l'installazione delle campane. In riferimento alla costruzione del campanile negli archivi parrocchiali è riportato che:
(Archivio parrocchiale)

### Esplicative
1. ↑  Ossia: "1393 - 26 maggio - è la prima chiesa costruita in questo Comune Sotena a Gloria di Dio e di san Giorgio e fu consacrata dal reverendo arcivescovo.
2. 1 2  Documento conservato presso l'archivio diocesano dell'arcidiocesi di Milano.

### Bibliografiche
1. 1 2 3 4 5 6 7 8 9 10 11 12 13 14 15 16 17 18 19 20 21 22 23 24 25 26 27 28 29 30   "Crocifisso", la chiesa delle genti, in San Giorgio su Legnano – Periodico di vita cittadina a cura dell'Amministrazione comunale, n. 14, aprile 2007,  pp. 22-24.
2. 1 2 3 4 5 6 7  San Giorgio ieri - In mostra circa duecento vecchie foto, Biblioteca Popolare "La Sorgente", San Giorgio su Legnano
3. ↑  Agnoletto, p. 33.
4. ↑  Agnoletto, p. 125.
5. 1 2  Agnoletto, pp. 125-126.
6. ↑   Da sito web istituzionale del Comune di San Giorgio su Legnano - Cenni storici, su sangiorgiosl.org. URL consultato il 2 ottobre 2014 (archiviato dall'url originale il 19 gennaio 2012).